# Marius Curtuiuș
Marius Curtuiuș (n. 8 august 1989, Bistrița, Bistrița-Năsăud, România) este un fotbalist român liber de contract, care joacă pe post de mijlocaș.